# 超能隊長的奇異冒險
《超能隊長的奇異冒險》是一款免费图形冒险游戏，由Dontnod Entertainment开发，史克威尔艾尼克斯欧洲发行。游戏为《奇异人生2》先导片，于2018年6月登陆Microsoft Windows、PlayStation 4和Xbox One。剧情讲述小男孩克里斯·埃尔克森打扮成超级英雄化身超能队长，以此看待母亲的去世。游戏获得普遍好评，剧情、主要角色及剧本获得赞赏，惟游戏机制和剧本概念遭批评。

## 遊戲玩法
《超能队长》是一款图像冒险游戏，设置在《奇异人生》系列的世界中，发生在原版剧情3年后。玩家扮演俄勒冈州海狸湾（Beaver Creek）年轻男孩克里斯·埃尔克森（Chris Eriksen），他与父亲查尔斯（Charles）住在一起，正共同走出母亲去世的阴霾。星期六早上那天，克里斯打扮成超级英雄超能队长，在现实中发挥自己的想象力。玩家可以定制他的打扮，引导他与环境互动，完成寻宝任务，探索想象中的星球，同时利用对话树系统与非玩家角色互动。玩家在游戏中做的选择会影响到《奇异人生2》第二章，也就是克里斯出场那章的剧情。

## 登場人物
克里斯·埃尔克森打扮成超级英雄超能队长，与酒鬼父亲一起给家里布置圣诞节装饰。他将各种家务活想象成超级反派，等着他打败，又把母亲车祸去世的悲伤情绪幻化成与他势均力敌的对手曼陀罗（Mantroid）。克里斯与父亲产生争执，从树屋掉下来，但在落地前被一股神秘力量接住，继而发现有两个男孩正远远地看着他。

## 開發
开发商Dontnod Entertainment表示，这部游戏以游戏演示呈现，在《奇异人生2》开发期间诞生，满足他们扩展《奇异人生》宇宙的愿望。总监拉乌尔·巴贝特（Raoul Barbet）和米歇尔·科赫（Michel Koch）与编剧克里斯蒂安·迪万（Christian Divine）和让·吕克-卡诺（Jean Luc-Cano）共同打造游戏的剧情及角色。他们根据主角父亲的工作性质，参考他可能住的起的房间。他们利用这款游戏试验《奇异人生》的游戏机制，改善了对话树系统，让角色回应对话的时候也能活动。借助虚幻4引擎，Dontnod开发出全新的面部及物理动画系统，设计全新素材。巴贝特说游戏有日本动漫片《美少女战士》和《圣斗士星矢》的影子。苏菲扬·史蒂文斯的歌曲《死得体面》在游戏中展现了失落的主题.。游戏于2018年6月10日在电子娱乐展公布，原定于6月26日免费上线，后来安排美国提前一天上线，澳大利亚延后一天。带配音的日文版于2020年2月6日上线。

## 評價
Metacritic显示，游戏获得普遍好评。Destructoid的布雷特·马基东斯基（Brett Makedonski）被剧情深深打动，想要看更多内容。《Game Informer》的乔·朱巴（Joe Juba）认同游戏用克里斯的想象力比喻现实世界，对剧情与《奇异人生2》的联系感到兴奋。Game Revolution的迈克尔·莱里（Michael Leri）喜欢扮演超能队长，认为该角色在功能上与世俗角色形成反差，“让互动内容活灵活现”。GameSpot的詹姆斯·奥康纳（James O'Connor）认为克里斯塑造得非常成功，让他显得“颇具同情心”，同时赞赏剧情画面有视觉创意。他认为剧本很“紧凑”，剧情处理得很“巧妙”。GamesRadar+的安迪·哈图普（Andy Hartup）称赞游戏的免费游戏模式，认同康纳说剧情很简洁的观点，认为剧情非常吸引人，是“真正给人看的戏剧”。IGN的路易莎·布拉特（Louisa Blatt）认为父子间的互动让剧情赏心悦目，没有尿点，甚至说游戏的布景是“我在《奇异人生》系列中见过的最漂亮的场景”。VideoGamer.com的亚当·库克（Adam Cook）总结称“《超能队长》作为《奇异人生2》的前导预告，做得很好”，时长也把控得很好。
相反，马基东斯基不满意剧情“无偿”留下的伏笔。朱巴认为游戏最薄弱的环节是采用传统的冒险游戏机制。莱里认为感情基调变换“极端”，角色对白“平庸”。奥康纳批评角色形象充斥着陈词滥调。哈图普觉得游戏时长太短。布雷特不太喜欢游戏的主要机制，觉得游戏的任务没有难到她。库克质疑剧情是否有隐晦之处。

### 奖项
游戏获提名NAVGTR大奖“最佳冒险游戏系列”及西南偏南游戏奖“马修·克伦普文化创新奖”（Matthew Crump Cultural Innovation Award）。